# Translikt syndrom
Translikt syndrom (TLS) är ett beteende som uppkommer hos vissa bullterrier när objekt vidrör deras rygg. Ägare rapporterar om att TLS oftast uppstår när hundar befinner sig under växter eller textiler i hemmet. Enligt en rapport har hundar med TLS oftare andra abnormala beteenden än de hundar som inte uppvisar TLS. Dock har TLS inte kunnat kopplas till neurologiska brister eller andra sjukdomar. TLS är (2022) ett oförstått syndrom.